# Трубізький провулок
Тру́бізький провулок — зниклий провулок, що існував у Дарницькому районі міста Києва, місцевість Позняки. Пролягав від Тальнівської до Трубізької вулиці.

## Історія
Виник у першій половині XX століття (не пізніше кінця 1930-х років) під назвою 3-й Некрасовський. Назву Трубізький провулок отримав 1955 року.
Зник під час часткового знесення забудови колишнього села Позняки (Нові Позняки) і забудови мікрорайону Позняки-3 не пізніше кінця 2008 — середини 2009 року. Інформація про офіційну ліквідацію вулиці наразі відсутня.